# Куна риболовац
Куна риболовац (лат. Martes pennanti) северноамеричка је куна, припадник рода Martes. Куна риболовац је окретна на дрвећу и има витко тело које јој омогућава потеру за пленом чак и у шупљинама дрвећа или подземним јазбинама. Упркос њеном имену, ова врста се ретко храни рибом; име вероватно долази од француске речи fichet, која се односи на крзно европског обичног твора. 

## Опис
Крзно куне риболовца је тамносмеђе боје, са црним репом и удовима; неке јединке имају кремасто обојен узорак крзна на прсима. Сва четири уда имају по пет прстију с канџама које се могу увући. Способна је да окрене задње шапе за 180 степени, па је у могућности да силази са дрвећа главом према тлу.
Одрасла јединка тежи између 2 и 7 килограма, док дужина тела износи 65—125 центиметара. Мужјак је отприлике двоструко већи од женке. Најмања забележена тежина женке износила је 1,4 килограма, једва тежа од већине осталих припадника рода Martes, док су забележене тежине мужјака износиле и до 9 килограма, што је највећа тежина забележена у роду.
Кружни узорак крзна на средишњем јастучићу задњих шапа обележава плантарне жлезде које отпуштају карактеристичан мирис, за који се верује да врсти служи за комуницирање током сезоне парења. Куна риболовац је позната по једном од својих оглашавања, које звучи попут вриска детета, па се често може заменити као нечији позив упомоћ.
Пари се током пролећа и подиже младе током раног лета.

## Распрострањеност
Куна риболовац је шумска животиња и најчешће живи у четинарским или мешовитим шумама с високим, трајним крошњама. Избегава отворена подручја. Живи самачки живот, изузев за време парења. 
Настањује подручја од Сијера Неваде у Калифорнији до Апалачких планина у Западној Вирџинији, те према северу Нове Енглеске, као и јужне Аљаске и преко већег дела Канаде. Куна риболовац живи и на Стеновитим планинама, иако у мањем броју, јер је већи део популација резултат поновног увођења врсте на ова подручја.

## Исхрана
Куна риболовац је самотњачки ловац. Храни се првенствено зечевима, веверицама, мишевима, ровчицама, јежевима и понекад домаћим животињама. На менију ове куне могу да се нађу и мале птице, бобичасто и остало воће, као и јелен у облику стрвине. Понекад се храни и птицама које се гнезде на тлу, попут лештарки и ћурки, јер су јаја и птићи ових птица лаке мете.

## Размножавање
Женка постаје полно зрела и почиње да се пари са навршеном годином живота. Време парења започиње крајем фебруара и завршава крајем априла. Младунци долазе на свет у јазбинама високо у шупљинама дрвећа.